# Comte de Sussex
Le titre de comte de Sussex est un titre qui a été créé à plusieurs reprises dans les pairies d'Angleterre, de Grande-Bretagne et du Royaume-Uni. Les premiers comtes d'Arundel (jusqu'en 1243) étaient aussi souvent appelés comte de Sussex. Cette pairie s'est vue également élevée en duché de Sussex.

## Histoire du titre
Le titre est dans un premier temps associé au Royaume de Sussex, un royaume anglo-saxon, annexé par le Royaume de Wessex aux alentours de l'an 827. Certains documents listant les rois de Sussex se réfèrent parfois à eux en tant que comte ou « Dux » (du latin, traduit en « Duc »).
En 1717, le titre est créé une cinquième fois, dans la pairie de pairie de Grande-Bretagne, par le roi George Ier en faveur de Talbot Yelverton, 2e vicomte Longueville. La famille Yelverton descend de Sir Christopher Yelverton, speaker de la Chambre de Communes de 1597 à 1598. À la suite de l'extinction de sa lignée masculine en 1799, le titre revient à la couronne.
Le titre est de nouveau accordé à un membre de la famille royale en 1850. La reine Victoria accorde le titre à son troisième fils, Arthur, déjà duc de Connaught. Le titre se transmet dans sa descendance masculine jusqu'au décès de son petit-fils, Alastair, en 1943.

## Comtes de Sussex

### Première création (1282)
- 1282-1304 :  John de Warenne (1231-1304);
- 1304-1347 : John de Warenne (1286-1347).

### Deuxième création (1529)

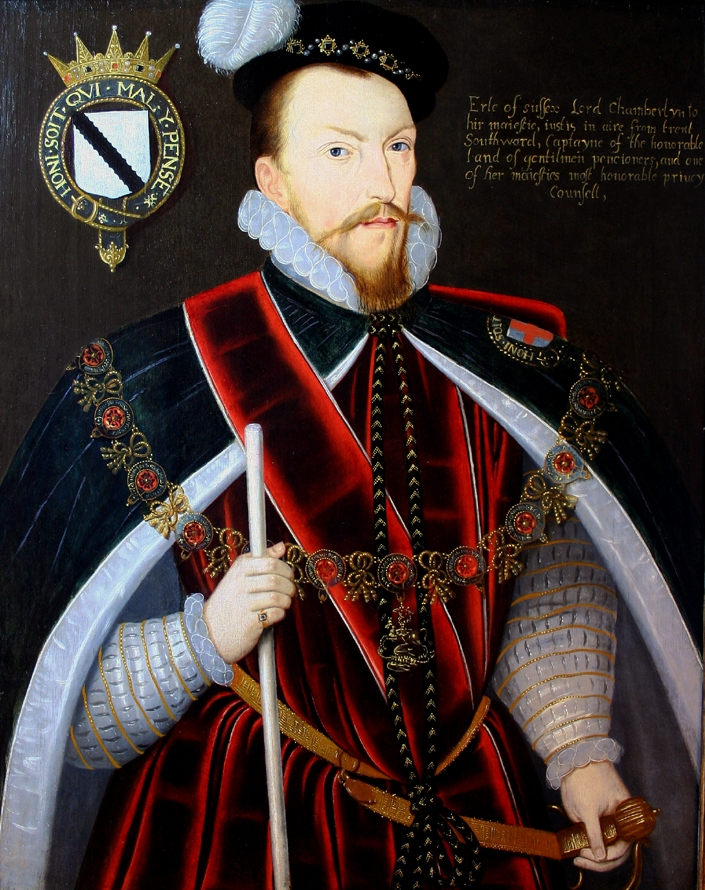
Thomas Radclyffe, 3e comte de Sussex (deuxième création)

Titres subsidiaires : vicomte FitzWalter (1525), baron FitzWalter (1295)
- 1529-1542 : Robert Radclyffe (1483-1542), créé comte par le roi Henri VIII;
- 1542-1557 : Henry Radclyffe (1507-1557), fils du précédent;
- 1557-1583 : Thomas Radclyffe (1525-1583), fils du précédent;
- 1583-1593 : Henry Radclyffe (1532-1593), frère du précédent;
- 1593-1629 : Robert Radclyffe (1573-1629), fils du précédent;
- 1629-1643 : Edward Radclyffe (1559-1643), cousin du précédent.

Pas de descendance

### Troisième création (1644)
Titres subsidiaires : vicomte Savile (1628), baron Castlebar (1628)
- 1644-1659 : Thomas Savile (1590-1659), créé comte par le roi Charles Ier;
- 1659-1671 : James Savile (1647-1671).

Pas de descendance

### Quatrième création (1674)
Titres subsidiaires : baron Dacre (1321)
- 1674-1715 : Thomas Lennard (1654-1715), créé comte par le roi Charles II.

Pas de descendance masculine survivante

### Cinquième création (1717)
Titres subsidiaires : baronet Yelverton d'Easton Mauduit (1641), baron Grey de Ruthyn (1324), vicomte Longueville (1690)
- 1717-1731 : Talbot Yelverton (1690–1731), créé comte par le roi George Ier;
- 1731-1758 : George Yelverton (ja) (1727-1758), fils du précédent;
- 1758-1799 : Henry Yelverton (ja) (1728-1799), frère du précédent;

Pas de descendance survivante

### Sixième création (1874)
Le titre de comte de Sussex est créé en tant que titre subsidiaire pour le duc de Connaught et Strathearn (1874)
- 1874-1942 : Arthur de Saxe-Cobourg-Gotha (1850-1942), créé comte par sa mère la reine Victoria;
- 1942-1943 : Alastair Windsor (1914-1943), petit-fils du précédent.

Pas de descendance